# Bălilești
Bălilești est une commune roumaine située dans le județ d'Argeș.

## Démographie
En 2021, la population était de 3 670 habitants.